# Dipartimento di Gastre
Gastre è un dipartimento argentino, situato nella parte settentrionale della provincia del Chubut, con capoluogo Gastre.

## Geografia fisica
Esso confina a nord con la provincia di Río Negro, a est con i dipartimenti di Telsen e Mártires, a sud con quello di Paso de Indios e ad ovest con quelli di Languiñeo e Cushamen.
Il dipartimento fa parte della comarca della Meseta central.

## Società

### Evoluzione demografica
Secondo il censimento del 2010, su un territorio di 16.335 km², la popolazione ammontava a 1.427 abitanti, con una diminuzione demografica del 5,4% rispetto al censimento del 2001.
Abitanti censiti

## Amministrazione
Nel 2001 il dipartimento comprendeva:
- 2 comuni rurali (comunas rurales): Gastre e Lagunita Salada.